# زیروتایر
زیروتیر یک شرکت نرم‌افزاری با مدل تجاری فریمیوم است که در ارواین کالیفرنیا مستقر است. ZeroTier نرم‌افزار اختصاصی، کیت توسعه نرم‌افزار و محصولات و خدمات تجاری را برای ایجاد و مدیریت شبکه های نرم‌افزار محور فراهم می کند. محصول نهایی کاربر نهایی ZeroTier One،  یک برنامه کلاینت است که به دستگاه هایی مانند رایانه های شخصی، تلفن ها، سرورها و دستگاه های جاسازی شده امکان اتصال ایمن به شبکه های مجازی همتابه‌همتا را می دهد.  